# قائمة نهائيات كأس السوبر المصري
كأس السوبر المصري هي بطولة كرة قدم مصريَّة يقيمها الاتحاد المصري لكرة القدم وتقام كل عام، وتجمع بين 4 فرق، بطل الدوري المصري الممتاز وكأس مصر وكأسِ الرَّابطةِ المصريَّةِ وصاحب البطاقة الذَّهبيَّة، وفي حال كان بطل الدوري هو نفسه بطل الكأس، فيُشارك حينها وصيف الكأس. أُقيمت أول نسخة من البطولة عام 2001، وفاز بها الزمالك، وتغيَّر نظام البُطولة مُنذُ نُسخةِ 2023–24، فكان سابقًا يُشاركُ بطلُ الدَّوري وبطلُ الكأسِ فقط في مُباراةٍ واحدة، ولكن مُنذُ تلك النُّسخةِ أصبح يُشاركُ بطلُ كأسِ الرَّابطةِ المصريَّةِ بالإضافة إلى فريق يدعوه الاتِّحادُ المصريُّ ليحصُلَ على البطاقةِ الذَّهبيَّة؛ ليُصبحَ عددُ المُشاركين 4 فرق، ومنذ بدايةِ البُطولةِ فازت 5 أندية فقط بالبطولة، ويحمل الأهلي الرقم القياسي في عدد مرات الفوز بالبطولة برصيد 15 لقبًا، فيما فاز الزمالك بلقب البطولة 4 مرات، وفاز كُلًّا من المقاولون العرب وحرس الحدود وطلائع الجيش باللقب مرة واحدة. فيما كان الزمالك هو أكثر فريق حلَّ بالمركز الثاني، حيث حلَّ به 8 مرات، وحلَّ الأهلي بالمركز الثاني 4 مرات، ونادي إنبي 3 مرات، وحلَّ كُلٌّ من المقاولون العرب وحرس الحدود والإسماعيلي والمصري وغزل المحلة وبيراميدز ومودرن سبورت بالمركز الثاني مرة واحدة، حامل اللقب هو الأهلي، وذلك بعد فوزه على الزَّمالك بركلاتِ التَّرجيحِ عام 2024.

## المفاتيح
| المفتاح | المعنى                          |
| ------- | ------------------------------- |
| $       | انتهت المباراة في الوقت الإضافي |
| ‡       | انتهت المباراة بركلات الترجيح   |
|         | بطل الدوري                      |
|         | بطل الكأس                       |
|         | بطل الدوري والكأس               |
|         | وصيف الكأس                      |
|         | صعد بالبطاقة الذَّهبيَّة            |
|         | صعد بطُرق أُخرى                   |

## القائمة
| العام   | البطل                          | النتيجة                        | الوصيف                         | التاريخ                        | الملعب                         | المصدر           | الملاحظات |
| ------- | ------------------------------ | ------------------------------ | ------------------------------ | ------------------------------ | ------------------------------ | ---------------- | --------- |
| 2001    | الزمالك                        | 2–1 $                          | غزل المحلة                     | 14 سبتمبر 2001                 | ستاد القاهرة الدولي، القاهرة   | [ 1 ] [ en 1 ]   | [ ا ]     |
| 2002    | الزمالك                        | 1–0 $                          | المقاولون العرب                | 19 سبتمبر 2002                 | ستاد القاهرة الدولي، القاهرة   | [ 2 ] [ en 2 ]   | [ ب ]     |
| 2003    | الأهلي                         | 0–0 (3–1)‡                     | الزمالك                        | 28 أغسطس 2003                  | ملعب الكلية الحربية، القاهرة   | [ 3 ] [ en 3 ]   |           |
| 2004    | المقاولون العرب                | 4–2                            | الزمالك                        | 10 سبتمبر 2004                 | ملعب الكلية الحربية، القاهرة   | [ 4 ] [ en 4 ]   |           |
| 2005    | الأهلي                         | 1–0 $                          | إنبي                           | 27 يوليو 2005                  | ملعب المقاولون العرب، القاهرة  | [ 5 ] [ en 5 ]   |           |
| 2006    | الأهلي                         | 1–0                            | إنبي                           | 23 يوليو 2006                  | ستاد القاهرة الدولي، القاهرة   | [ 6 ] [ en 6 ]   | [ ج ]     |
| 2007    | الأهلي                         | 1–1 (4–2)‡                     | الإسماعيلي                     | 9 أغسطس 2007                   | ستاد القاهرة الدولي، القاهرة   | [ 7 ] [ en 7 ]   |           |
| 2008    | الأهلي                         | 2–0                            | الزمالك                        | 27 يوليو 2008                  | ستاد القاهرة الدولي، القاهرة   | [ 8 ] [ en 8 ]   |           |
| 2009    | حرس الحدود                     | 2–0                            | الأهلي                         | 21 يوليو 2009                  | ملعب الكلية الحربية، القاهرة   | [ 9 ] [ en 9 ]   |           |
| 2010    | الأهلي                         | 1–0                            | حرس الحدود                     | 25 يوليو 2010                  | ستاد القاهرة الدولي، القاهرة   | [ 10 ] [ en 10 ] |           |
| 2011    | أٌلغي السوبر بسبب ثورة 25 يناير | أٌلغي السوبر بسبب ثورة 25 يناير | أٌلغي السوبر بسبب ثورة 25 يناير | أٌلغي السوبر بسبب ثورة 25 يناير | أٌلغي السوبر بسبب ثورة 25 يناير | [ 11 ]           | [ د ]     |
| 2012    | الأهلي                         | 2–1                            | إنبي                           | 9 سبتمبر 2012                  | ملعب برج العرب، الإسكندرية     | [ 12 ] [ en 11 ] |           |
| 2013    | أٌلغي السوبر بسبب ثورة 30 يونيو | أٌلغي السوبر بسبب ثورة 30 يونيو | أٌلغي السوبر بسبب ثورة 30 يونيو | أٌلغي السوبر بسبب ثورة 30 يونيو | أٌلغي السوبر بسبب ثورة 30 يونيو | [ 11 ]           |           |
| 2014    | الأهلي                         | 0–0 (5–4)‡                     | الزمالك                        | 14 سبتمبر 2014                 | ستاد القاهرة الدولي، القاهرة   | [ 13 ] [ en 12 ] |           |
| 2015    | الأهلي                         | 3–2                            | الزمالك                        | 15 سبتمبر 2015                 | استاد هزاع بن زايد، العين      | [ 14 ] [ en 13 ] | [ ه ]     |
| 2016–17 | الزمالك                        | 0–0 (3–1)‡                     | الأهلي                         | 10 فبراير 2017                 | ستاد محمد بن زايد، أبو ظبي     | [ 15 ] [ en 14 ] |           |
| 2017–18 | الأهلي                         | 1–0 $                          | المصري                         | 12 يناير 2018                  | استاد هزاع بن زايد، العين      | [ 16 ] [ en 15 ] |           |
| 2018–19 | الأهلي                         | 3–2                            | الزمالك                        | 20 سبتمبر 2019                 | ملعب برج العرب، الإسكندرية     | [ 17 ] [ 18 ]    |           |
| 2019–20 | الزمالك                        | 0–0 (4–3)‡                     | الأهلي                         | 20 فبراير 2020                 | ستاد محمد بن زايد، أبو ظبي     | [ 19 ] [ 20 ]    |           |
| 2020–21 | طلائع الجيش                    | 0–0 (3–2)‡                     | الأهلي                         | 21 سبتمبر 2021                 | ملعب برج العرب، الإسكندرية     | [ 21 ]           |           |
| 2021–22 | الأهلي                         | 2–0                            | الزَّمالك                        | 28 أكتوبر 2022                 | استاد هزاع بن زايد، العين      | [ 22 ]           |           |
| 2022–23 | الأهلي                         | 1–0 $                          | بيراميدز                       | 5 مايو 2023                    | ستاد محمد بن زايد، أبو ظبي     | [ 23 ]           | [ و ]     |
| 2023–24 | الأهلي                         | 4–2 $                          | مودرن سبورت                    | 28 ديسمبر 2023                 | ستاد محمد بن زايد، أبو ظبي     | [ en 16 ]        | [ ز ]     |
| 2024    | الأهلي                         | 0–0 (7–6)‡                     | الزَّمالك                        | 24 أكتوبر 2024                 | ستاد محمد بن زايد، أبو ظبي     | [ en 17 ]        |           |

آخر تحديث للجدول كان بتاريخ 29 نوفمبر 2024.
ملاحظات:
1. ↑  كان من المفترض أن يلعب الأهلي (بطل الكأس حينها) المباراة بدلًا من غزل المحلة، لكن الأهلي انسحب بسبب تعارض كأس السوبر مع مواجهاته في دوري أبطال أفريقيا 2001.
2. ↑  كان من المفترض أن يلعب الإسماعيلي (بطل الدوري حينها) المباراة بدلًا من المقاولون العرب، إلا أنه انسحب لرفضه اللعب في ستاد القاهرة الدولي، ورفض أيضًا كُلًّا من الأهلي (وصيف الدوري) وعزل المحلة (رابع الدوري) اللعب حينها، فعُوِّضوا بالمقاولون العرب (خامس الدوري).
3. ↑  كان من المفترض أن يلعب الزمالك (وصيف الدوري والكأس حينها) المباراة بدلًا من إنبي، إلا أن الاتحاد المصري لكرة القدم قرر معاقبة الزمالك بسبب عدم استلامهم ميداليات المركز الثاني في الكأس، وعُوِّض بإنبي (ثالث الدوري حينها).
4. ↑  أول حالة إلغاء للسوبر.
5. ↑  أول بطولة تُلعب خارج مصر.
6. ↑  كان من المُفترضِ أنْ يلعبَ الزَّمالك (بطل الدَّوري حينها) المُباراةَ بدلًا من بيراميدز (وصيف الكأسِ حينها)، لكنَّه انسحب اعتراضًا على قرارِ لجنة التَّظلُّمات بسببِ عدمِ تنفيذِ عقوبةِ لاعب الأهلي محمود كهربا.[24]
7. ↑  لأوَّلِ مرَّةٍ في تاريخِ البُطولةِ يُلعبُ فيها الدورُ نصفُ النهائيِّ.

## إحصائيات
- أول فريق فاز بالبطولة: الزمالك (2001).
- أكثر فريق فاز بالبطولة: الأهلي (15 مرة).
- أكثر فريق خسر البطولة: الزمالك (8 مرات).
- أكثر فريق مشاركة بالنِّهائي: الأهلي (19 مرة).
- أقل فريق مشاركة بالنِّهائي: غزل المحلة والمصري والإسماعيلي وطلائع الجيش وبيراميدز ومودرن سبورت (مرة واحدة).
- أكبر عدد من الأهداف سُجِّلَ في مباراة واحدة:
  - المقاولون العرب 4–2 الزمالك (2004).
  - الأهلي 4–2 مودرن سبورت (2023–24)
- أول مباراة انتهت بركلات الترجيح: الأهلي (3) 0–0 (1) الزمالك (2003).
- أول مباراة انتهت في وقتها الأصلي: المقاولون العرب 4–2 الزمالك (2004).
- عدد المباريات التي لُعبت خارج مصر: 8 مباريات (2015، 2016–17، 2017–18، 2019–20، 2021–22، 2022–23، 2023–24، 2024).
- عدد المباريات التي أُلغيت: مبارتين (2011، 2013).

## سجل الأبطال
الفائزين بكأس السوبر المصري (%)
| النادي          | عدد مرات الفوز | عدد مرات الوصافة | مواسم الفوز                                                                                                   | مواسم الوصافة                                        |
| --------------- | -------------- | ---------------- | --- | ---------------------------------------------------- |
| الأهلي          | 15             | 4                | 2003، 2005، 2006، 2007، 2008، 2009، 2010، 2012، 2014، 2015، 2017–18، 2018–19، 2021–22، 2022–23، 2023–24، 2024 | 2009، 2016–17، 2019–20، 2020–21                      |
| الزمالك         | 4              | 8                | 2001، 2002، 2016–17، 2019–20                                                                                  | 2003، 2004، 2008، 2014، 2015، 2018–19، 2021–22، 2024 |
| حرس الحدود      | 1              | 1                | 2009 | 2010                                                 |
| المقاولون العرب | 1              | 1                | 2004 | 2002                                                 |
| طلائع الجيش     | 1              | 0                | 2020–21 |                                                      |
| إنبي            | 0              | 3                | | 2005، 2006، 2012                                     |
| غزل المحلة      | 0              | 1                | | 2001                                                 |
| المصري          | 0              | 1                | | 2017–18                                              |
| الإسماعيلي      | 0              | 1                | | 2007                                                 |
| بيراميدز        | 0              | 1                | | 2022–23                                              |
| مودرن سبورت     | 0              | 1                | | 2023–24                                              |

### باللغة العربية
1. ↑  كأس السوبر المصري: 14 سبتمبر 2001 - الزمالك ضد غزل المحلة كووورة. اطلع عليه بتاريخ 25 أكتوبر 2020 نسخة محفوظة 5 نوفمبر 2020 على موقع واي باك مشين.
2. ↑  كأس السوبر المصري: 19 سبتمبر 2002 - الزمالك ضد المقاولون العرب كووورة. اطلع عليه بتاريخ 30 أكتوبر 2020 نسخة محفوظة 5 نوفمبر 2020 على موقع واي باك مشين.
3. ↑  كأس السوبر المصري: 28 أغسطس 2003 - الزمالك ضد الأهلي كووورة. اطلع عليه بتاريخ 30 أكتوبر 2020 نسخة محفوظة 5 نوفمبر 2020 على موقع واي باك مشين.
4. ↑  كأس السوبر المصري: 10 سبتمبر 2004 - الزمالك ضد المقاولون العرب كووورة. اطلع عليه بتاريخ 5 نوفمبر 2020 نسخة محفوظة 5 نوفمبر 2020 على موقع واي باك مشين.
5. ↑  كأس السوبر المصري: 27 يوليو 2005 - الأهلي ضد إنبي كووورة. اطلع عليه بتاريخ 5 نوفمبر 2020 نسخة محفوظة 5 نوفمبر 2020 على موقع واي باك مشين.
6. ↑  كأس السوبر المصري: 23 يوليو 2006 - الأهلي ضد إنبي كووورة. اطلع عليه بتاريخ 5 نوفمبر 2020 نسخة محفوظة 5 نوفمبر 2020 على موقع واي باك مشين.
7. ↑  كأس السوبر المصري: 9 أغسطس 2007 - الأهلي ضد الإسماعيلي كووورة. اطلع عليه بتاريخ 5 نوفمبر 2020 نسخة محفوظة 5 نوفمبر 2020 على موقع واي باك مشين.
8. ↑  كأس السوبر المصري: 27 يوليو 2008 - الأهلي ضد الزمالك كووورة. اطلع عليه بتاريخ 5 نوفمبر 2020 نسخة محفوظة 5 نوفمبر 2020 على موقع واي باك مشين.
9. ↑  كأس السوبر المصري: 21 يوليو 2009 - الأهلي ضد حرس الحدود كووورة. اطلع عليه بتاريخ 5 نوفمبر 2020 نسخة محفوظة 5 نوفمبر 2020 على موقع واي باك مشين.
10. ↑  كأس السوبر المصري: 25 يوليو 2010 - الأهلي ضد حرس الحدود كووورة. اطلع عليه بتاريخ 5 نوفمبر 2020 نسخة محفوظة 5 نوفمبر 2020 على موقع واي باك مشين.
11. 1 2  حادثان يلغيان السوبر المصري إم أر سبورت. اطلع عليه بتاريخ 5 نوفمبر 2020 نسخة محفوظة 5 نوفمبر 2020 على موقع واي باك مشين.
12. ↑  كأس السوبر المصري: 9 سبتمبر 2012 - إنبي ضد الأهلي كووورة. اطلع عليه بتاريخ 5 نوفمبر 2020 نسخة محفوظة 5 نوفمبر 2020 على موقع واي باك مشين.
13. ↑  كأس السوبر المصري: 14 سبتمبر 2014 - الأهلي ضد الزمالك كووورة. اطلع عليه بتاريخ 5 نوفمبر 2020 نسخة محفوظة 5 نوفمبر 2020 على موقع واي باك مشين.
14. ↑  كأس السوبر المصري: 15 أكتوبر 2015 - الزمالك ضد الأهلي كووورة. اطلع عليه بتاريخ 5 نوفمبر 2020 نسخة محفوظة 5 نوفمبر 2020 على موقع واي باك مشين.
15. ↑  كأس السوبر المصري: 10 فبراير 2017 - الأهلي ضد الزمالك كووورة. اطلع عليه بتاريخ 5 نوفمبر 2020 نسخة محفوظة 5 نوفمبر 2020 على موقع واي باك مشين.
16. ↑  كأس السوبر المصري: 12 يناير 2018 - الأهلي ضد المصري البورسعيدي كووورة. اطلع عليه بتاريخ 5 نوفمبر 2020 نسخة محفوظة 17 يناير 2018 على موقع واي باك مشين.
17. ↑  كأس السوبر المصري: 20 سبتمبر 2019 - الأهلي ضد الزمالك كووورة. اطلع عليه بتاريخ 5 نوفمبر 2020 نسخة محفوظة 5 نوفمبر 2020 على موقع واي باك مشين.
18. ↑  تغطية حية مباشرة لمباراة فريقي الأهلي والزمالك في بطولة كأس السوبر المصري في الجول. اطلع عليه بتاريخ 28 نوفمبر 2020 نسخة محفوظة 26 سبتمبر 2020 على موقع واي باك مشين.
19. ↑  كأس السوبر المصري: 20 فبراير 2020 - الأهلي ضد الزمالك كووورة. اطلع عليه بتاريخ 5 نوفمبر 2020 نسخة محفوظة 6 نوفمبر 2020 على موقع واي باك مشين.
20. ↑  رسميًا - الزمالك يتوج بكأس السوبر المصري على حساب الأهلي للمرة الرابعة في تاريخه جول. اطلع عليه بتاريخ 5 نوفمبر 2020 نسخة محفوظة 6 نوفمبر 2020 على موقع واي باك مشين.
21. ↑  عبد القادر سعيد (21 سبتمبر 2021). "ركلات الترجيح تتوج الطلائع بـ"سوبر" تاريخي.. وتزيد معاناة الأهلي المحلية". يلا كورة. مؤرشف من الأصل في 2021-09-28. اطلع عليه بتاريخ 2021-09-28.
22. ↑  "28 أكتوبر 2022 - الزمالك ضد الأهلي". كووورة. مؤرشف من الأصل في 2022-10-28. اطلع عليه بتاريخ 2022-03-14.
23. ↑  "بيراميدز vs. الأهلي - 5 مايو 2023 - Soccerway". سوكر واي. مؤرشف من الأصل في 2023-05-08. اطلع عليه بتاريخ 2023-05-07.
24. ↑  إبراهيم علي (2 مايو 2023). "اتحاد الكرة: كنا نأمل عدم انسحاب الزمالك من السوبر.. وسيتم توفير طائرة خاصة لبيراميدز". يلا كورة. مؤرشف من الأصل في 2023-05-07. اطلع عليه بتاريخ 2023-05-07.

### باللغة الإنجليزية
1. ↑  Egyptian Football Ney (By Dr. Tarek Said) - Egyptian Super Cup 2001 د. طارق سعيد. اطلع عليه بتاريخ 25 أكتوبر 2020 نسخة محفوظة 5 نوفمبر 2020 على موقع واي باك مشين.
2. ↑  Egyptian Football Net (By Dr. Tarek Said) - Egyptian Super Cup 2002 د. طارق سعيد. اطلع عليه بتاريخ 30 أكتوبر 2020 نسخة محفوظة 5 نوفمبر 2020 على موقع واي باك مشين.
3. ↑  Egyptian Football Net (By Dr. Tarek Said) - Egyptian Super Cup 2003 د. طارق سعيد. اطلع عليه بتاريخ 30 أكتوبر 2020 نسخة محفوظة 5 نوفمبر 2020 على موقع واي باك مشين.
4. ↑  Egyptian Football Net (By. Tarek Said) - Egyptian Super Cup 2004 د. طارق سعيد. اطلع عليه بتاريخ 5 نوفمبر 2020 نسخة محفوظة 5 نوفمبر 2020 على موقع واي باك مشين.
5. ↑  Egyptian Football Net (By. Tarek Said) - Egyptian Super Cup 2005 د. طارق سعيد. اطلع عليه بتاريخ 5 نوفمبر 2020 نسخة محفوظة 5 نوفمبر 2020 على موقع واي باك مشين.
6. ↑  Egyptian Football Net (By. Tarek Said) - Egyptian Super Cup 2006 د. طارق سعيد. اطلع عليه بتاريخ 5 نوفمبر 2020 نسخة محفوظة 5 نوفمبر 2020 على موقع واي باك مشين.
7. ↑  Egyptian Football Net (By. Tarek Said) - Egyptian Super Cup 2007 د. طارق سعيد. اطلع عليه بتاريخ 5 نوفمبر 2020 نسخة محفوظة 5 نوفمبر 2020 على موقع واي باك مشين.
8. ↑  Egyptian Football Net (By. Tarek Said) - Egyptian Super Cup 2008 د. طارق سعيد. اطلع عليه بتاريخ 5 نوفمبر 2020 نسخة محفوظة 5 نوفمبر 2020 على موقع واي باك مشين.
9. ↑  Egyptian Football Net (By. Tarek Said) - Egyptian Super Cup 2009 د. طارق سعيد. اطلع عليه بتاريخ 5 نوفمبر 2020 نسخة محفوظة 5 نوفمبر 2020 على موقع واي باك مشين.
10. ↑  Egyptian Football Net (By. Tarek Said) - Egyptian Super Cup 2010 د. طارق سعيد. اطلع عليه بتاريخ 5 نوفمبر 2020 نسخة محفوظة 5 نوفمبر 2020 على موقع واي باك مشين.
11. ↑  Egyptian Football Net (By Dr. Tarek Said) - Egyptian Super Cup 2012 د. طارق سعيد. اطلع عليه بتاريخ 5 نوفمبر 2020 نسخة محفوظة 5 نوفمبر 2020 على موقع واي باك مشين.
12. ↑  Egyptian Football Net (By Dr. Tarek Said) - Egyptian Super Cup 2014 د. طارق سعيد. اطلع عليه بتاريخ 5 نوفمبر 2020 نسخة محفوظة 5 نوفمبر 2020 على موقع واي باك مشين.
13. ↑  Egyptian Football Net (By Dr. Tarek Said) - Egyptian Super Cup 2015 د. طارق سعيد. اطلع عليه بتاريخ 5 نوفمبر 2020 نسخة محفوظة 30 ديسمبر 2019 على موقع واي باك مشين.
14. ↑  Egyptian Football Net (By Dr. Tarek Said) - Egyptian Super Cup 2016 د. طارق سعيد. اطلع عليه بتاريخ 5 نوفمبر 2020 نسخة محفوظة 30 ديسمبر 2019 على موقع واي باك مشين.
15. ↑  Egyptian Football Net (By Dr. Tarek Said) - Egyptian Super Cup 2017 د. طارق سعيد. اطلع عليه بتاريخ 5 نوفمبر 2020 نسخة محفوظة 30 ديسمبر 2019 على موقع واي باك مشين.
16. ↑  "Al Ahly FC vs Modern Sport FC live score, H2H and lineups". Sofascore (بالإنجليزية). Archived from the original on 2024-09-23. Retrieved 2024-11-29.
17. ↑  "Zamalek SC vs Al Ahly FC live score, H2H and lineups". Sofascore (بالإنجليزية). Archived from the original on 2024-09-29. Retrieved 2024-11-29.

## روابط خارجية
- كأس السوبر المصري على شبكة كرة القدم المصرية
- بوابة الفجر: تاريخ ملاعب السوبر المصري.. القاهرة وش السعد على القطبين.. والكلية الحربية نصير الغلابة